# حاجت كدة
حاجت‌ كدة هي قرية في مقاطعة خوي، إيران. يقدر عدد سكانها بـ 116 نسمة بحسب إحصاء 2016.